# Chamaecrista cathartica
Chamaecrista cathartica es una especie de planta fanerógama perteneciente a la familia Fabaceae. Es originaria de Brasil.

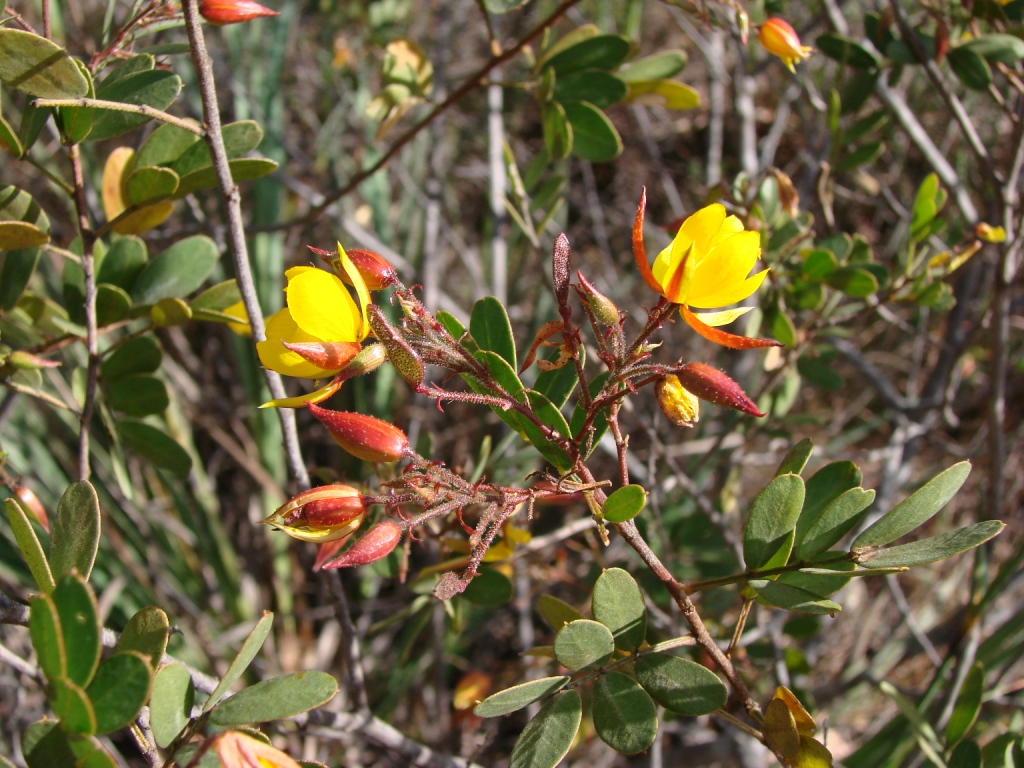
Vista de la planta

## Taxonomía
Chamaecrista cathartica fue descrito por (Mart.) H.S.Irwin & Barneby y publicado en Memoirs of The New York Botanical Garden 35: 647. 1982.
Etimología
Chamaecrista: nombre genérico que deriva de las palabras griegas: chama = "bajo, enano" y crista = "cresta".
cathartica: epíteto latíno que significa "purgativa"
Variedad aceptada
- Chamaecrista cathartica var. paucijuga (H.S.Irwin & Barneby) H.S.Irwin

Sinonimia
- Cassia cathartica Mart.
- Chamaecrista cathartica var. cathartica[5]